# Erich Streicher (Mediziner)
Erich Hugo Streicher (* 28. Juni 1931 in München; † 3. September 1994 in Stuttgart) war ein deutscher Arzt und Forscher.

## Leben
Streicher war maßgeblich an der Entwicklung der Dialyse in Deutschland beteiligt. Er begann 1959 als Medizinalassistent und war später der erste Chefarzt der 1969 neu gegründeten Abteilung für Nephrologie am Katharinenhospital in Stuttgart. Im Juli 1960 führte er mit der „Stuttgarter Niere“, einer künstlichen Niere, die Hämodialyse bei akutem Nierenversagen durch. Er entwickelte einfache und robuste, aber lebensrettende Geräte auf dem entwickelten Prinzip des Holländers Willem Kolff. 1965 begann unter Streichers Leitung der erste Versuch einer Dauerdialysebehandlung, durchgeführt an den Geräten, die auch für die Akutdialyse benutzt wurden.
Im Jahre 1971 wurde in der Jägerstraße eine Heimdialyse-Trainingsstation eingerichtet und dort mit dem Heimdialysetraining der Patienten begonnen und später eine Kooperation mit der Patienten-Heimversorgung eingegangen. Unter dem Rektorat von Heinz Blenke konnten 1970 an der Universität Stuttgart das erste Institut für Biomedizinische Technik in der Bundesrepublik gegründet und unter anderen Erich Streicher als Mitarbeiter dieses Institutes gewonnen werden. In Kooperation mit dem Institut für Biomedizinische Technik und anderen Fachbereichen der Technischen Hochschule leistete er eigene Beiträge zur Verbesserung der apparativen Dialysebehandlung und beteiligte sich auch an der Entwicklung völlig neuer Blutreinigungsverfahren, z. B. der Plasma-Wasserfiltration an asymmetrischen Membranen (Hämofiltration). Die Abteilung für Nieren- und Hochdruckkrankheiten am Katharinenhospital wurde zum Schwerpunkt der Dialysebehandlung im mittleren Neckarraum und somit zur koordinierenden Stelle bei der Versorgung von terminal Nierenkranken durch Kooperation mit anderen Dialysestationen und durch Förderung der Heimdialyse bzw. der Transplantation.
Am 8. März 1986 wurden die erste Nierentransplantation in Stuttgart durchgeführt und das Transplantationszentrum gegründet.

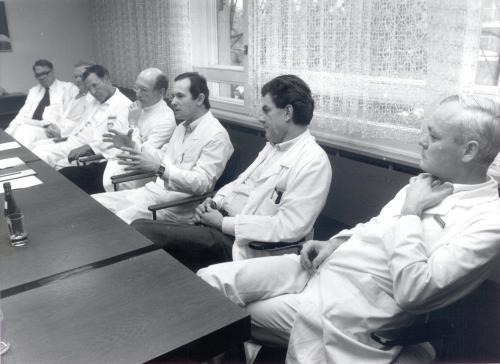
Pressekonferenz zur Gründung des Transplantationszentrums im April 1986
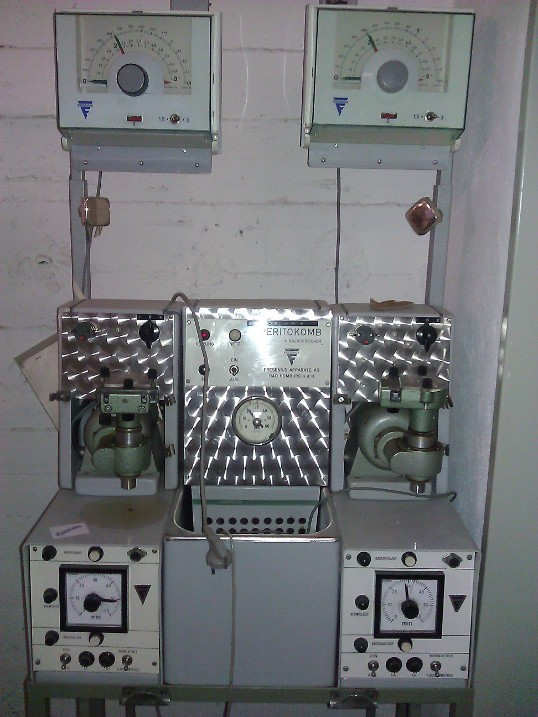
Peritokomb nach Streicher
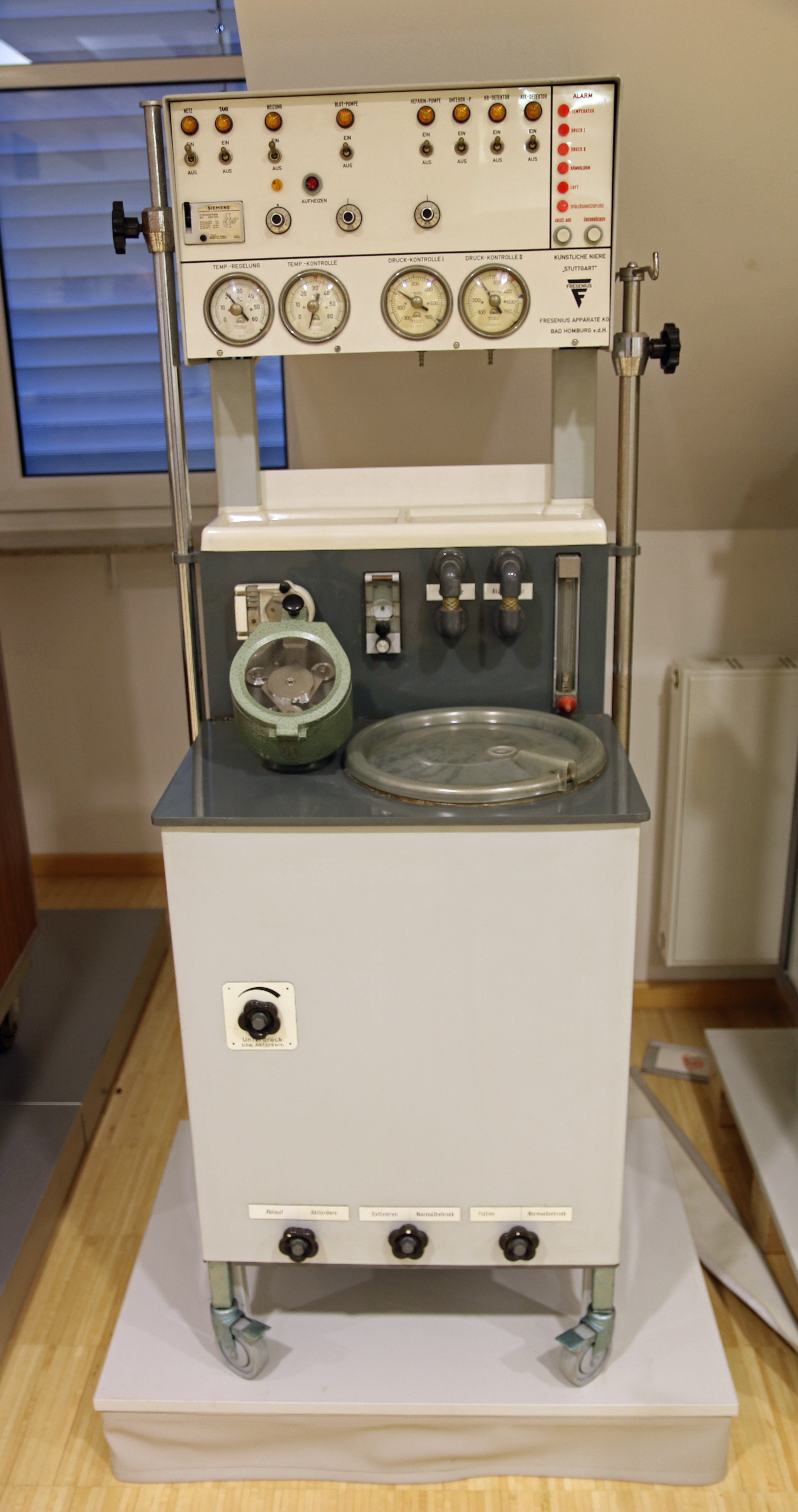
Stuttgart-Niere aus dem Jahre 1970 (Dialysemuseum Fürth)